# Elżbieta Dąbrowska-Smektała
Elżbieta Dąbrowska-Smektała (ur. 1930, zm. 13 lutego 2000) – polska egiptolog, wykładowca Uniwersytetu Warszawskiego, 

## Życiorys
Studiowała na Wydziale Filologicznym UW, w Instytucie Orientalistycznym. W roku 1959 ukończyła studia. Następnie, po krótkim pobycie w Katedrze Papirologii, związała się zawodowo z Zakładem Egiptologii UW. W 1972 przebywała na stypendium naukowym w Holandii. W 1979 otrzymała doktorat. W 1987 przeszła na emeryturę.
Od 1963 do 1966 brała udział w badaniach świątyni Hatszepsut w Deir el-Bahari oraz pobliskiej świątyni Tutmoziza III. Uczestniczyła też w pracach archeologicznych w Tell Atrib i Kom el-Dikka w Aleksandrii. Zajmowała się między innymi badaniem tekstów na sarkofagach i papirusów. Badała malowidła ścienne w Katedrze w Faras. Należała do International Association of Egyptologists

## Wybrane publikacje
- Trumna drewniana i kartonaż odźwiernego Domu Amona "Rocznik Muzeum Narodowego w Warszawie" 7 (1963)
- Coffin of Tay-akhuth, Chantress of Amun-Re, "Rocznik Orientalistyczny" 30 (1967)
- A Coffin of Amenhotep from the National Museum in Warsaw, "Rocznik Orientalistyczny" 41 (1980)